# Daly Waters
Daly Waters är en flygplats i Australien. Den ligger i kommunen Roper Gulf och territoriet Northern Territory, omkring 500 kilometer sydost om territoriets huvudstad Darwin. Daly Waters ligger 210 meter över havet.
Trakten runt Daly Waters är nära nog obefolkad, med mindre än två invånare per kvadratkilometer.. 
Omgivningarna runt Daly Waters är huvudsakligen savann. Genomsnittlig årsnederbörd är 930 millimeter. Den regnigaste månaden är februari, med i genomsnitt 237 mm nederbörd, och den torraste är juli, med 1 mm nederbörd.